# Waiting for a Train
Waiting for a Train ist ein Countrysong von Jimmie Rodgers, der am 22. Oktober 1928 aufgenommen und am 8. Februar 1929 veröffentlicht wurde. Bemerkenswert ist er als erster Einsatz von Rodgers’ „Train Whistle Noise“, einer Imitation des Eisenbahnsignals. Heute gilt der Song als einer der größten Klassiker unter Rodgers’ Songs und insbesondere des Blue Yodeling. 
Weitere Künstler haben den Song aufgenommen; bereits unmittelbar nach Veröffentlichung etwa Riley Puckett für Columbia (März 1929). 1937 erschien Cliff Carlisles Version mit geändertem Text unter dem Titel Waiting for a Ride. Johnny Cash spielte ihn 1962 für sein Album Blood, Sweat & Tears sowie für die Albumreihe American Recordings ein. Diese Version erschien allerdings erst posthum 2003 auf dem Boxset Unearthed.

## Text
Der Text geht vermutlich auf ein Traditional zurück. Ralph Peer zufolge soll ihn Rodgers von einer namentlich nicht bekannten dritten Person zugeschickt bekommen haben. Rodgers soll den Text jedoch bereits gekannt und ihn nur noch teilweise an seine Melodie angepasst haben.
Der Song handelt von einem Wanderarbeiter, der auf dem Heimweg in die Südstaaten nach einer Mitfahrgelegenheit sucht. Er sagt, er sei tausende Meilen von seinem Zuhause entfernt und müsse im Regen schlafen. 
All around the water tanks | Waiting for a train | A thousand miles away from home | Sleeping in the rain

Der Bremser hilft ihm, erwartet aber ein Schmiergeld. 
He says if you’ve got money | I’ll see that you don’t walk

Als herauskommt, dass der Protagonist nicht einmal einen Nickel besitzt, beschimpft der Bremser ihn als Herumtreiber, verjagt ihn aus dem Gepäckwagen und setzt ihn in einer menschenleeren Gegend mitten in Texas aus. Der Protagonist beschwert sich, dass ihm keiner helfe, und sagt, dass er sehr traurig sei.
Nobody seems to want me | Or lend me a helping hand | I’m on my way from Frisco | Going back to Dixieland | My pocketbook is empty | And my heart is filled with pain

Ob er sein Ziel erreicht, bleibt offen. Rodgers beendet den Song mit denselben Zeilen, mit denen er ihn begann: 
I’m a thousand miles away from home | Just waiting for a train.